# 이포초등학교 하호분교
이포초등학교 하호분교는 대한민국 경기도 여주시에 있는 공립 초등학교이다.

## 학교 연혁
- 1952년 4월 1일 이포국민학교 하호분교실 설치
- 1952년 4월 30일 개교
- 1957년 12월 21일 하호분교장 승격
- 1958년 7월 28일 하호국민학교로 승격
- 1988년 3월 1일 이포국민학교 하호분교로 격하
- 1996년 3월 1일 이포초등학교 하호분교로 개칭
- 2026년 3월 1일 폐교 및 이포초등학교 통폐합

## 참고 자료
- 이포초등학교하호분교장 - 한국교육학술정보원 학교알리미